# Malerstraße (Bremen)

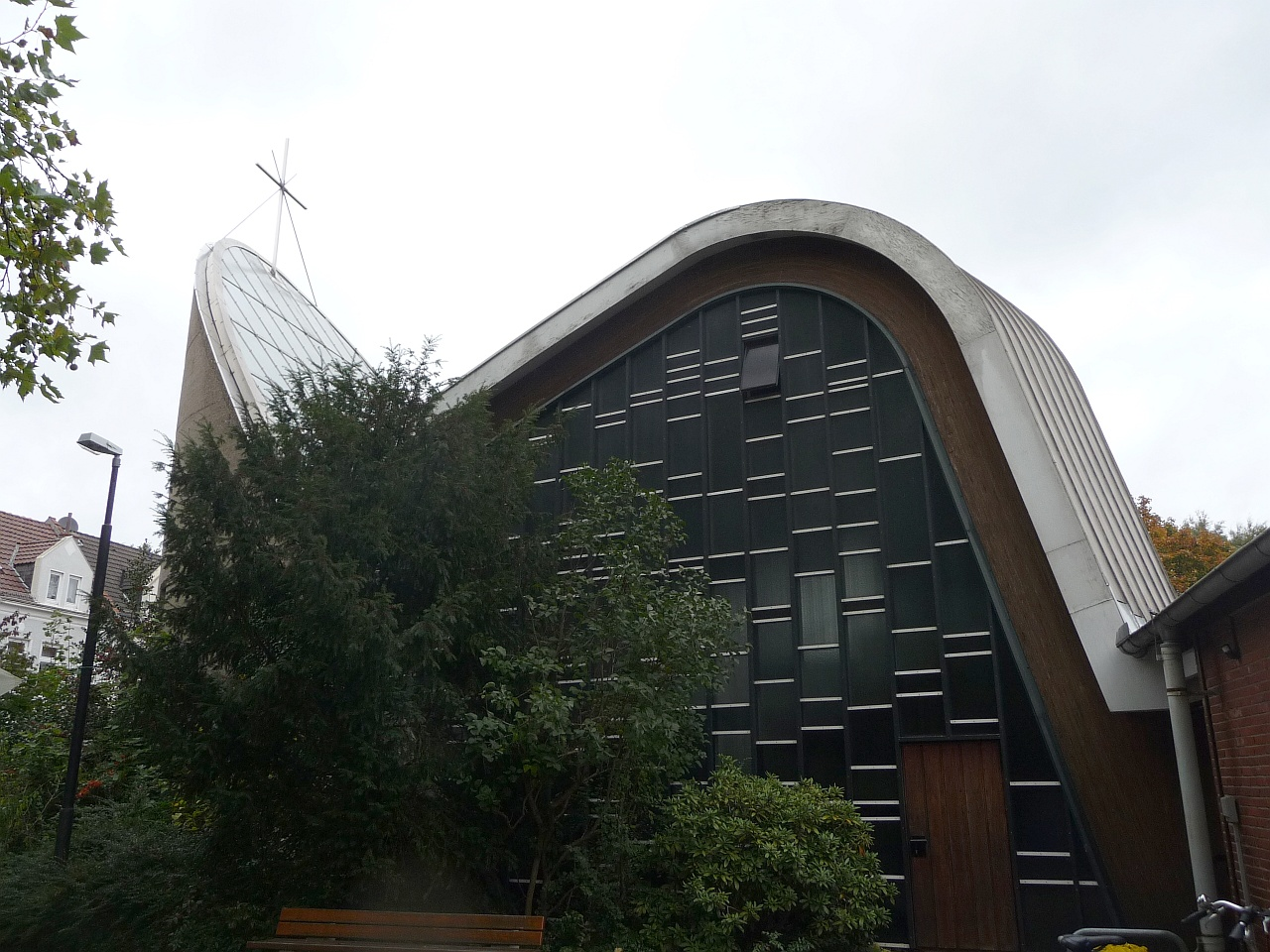
Auferstehungskirche (Hastedt)

Die Malerstraße ist eine historische Straße in Bremen, Stadtteil Hemelingen, Ortsteil Hastedt. Sie führt in Süd-Nord-Richtung vom Hastedter Osterdeich zur Hastedter Heerstraße. Sie wurde zu einer zentralen Durchgangsstraße.
Die Querstraßen und Anschlussstraßen wurden benannt u. a. als Weserwehr, Hastedter Osterdeich nach dem östlichen Weserdeich von 1881, Fleetrade nach einem alten Fleet als Wasserlauf, wobei die niederdeutsche Silbe Trade für Weg steht, Pfalzburger Straße von 1904 nach Phalsbourg, Alter Postweg, der als älteste Straße in Hastedt ist und von Bremen nach Verden bzw. Hamburg führte, Hastedter Heerstraße früher auch Teil des alten Postweges und Stresemannstraße nach dem Politiker (DVP) und Staatsmann Gustav Stresemann; ansonsten siehe beim Link zu den Straßen.

## Geschichte
Hastedt ist seit 1803 eine Landgemeinde von Bremen und wurde 1902 in die Stadt Bremen eingemeindet.
Die Malerstraße entstand auf freiem Felde östlich des Dorfes. Ihr genaues Entstehungsdatum ist unbekannt, ebenso die Namensherkunft. Ihre ursprünglichen Endpunkte waren:
- der Alte Postweg, dieser existierte als Weg von Hastedt in Richtung Osten schon lange, auf einer Karte von 1804 war der Bereich nördlich des Alten Postweges noch rein landwirtschaftlich genutzt und in lange, schmale Grundstücke verschiedener Hastedter Bauern unterteilt[1].
- Die Hastedter Heerstraße, in diesem Bereich 1812 als militärische Verbindungsstraße in neuer Trassenführung erbaut.

Vermutlich hat um 1850 einer der Grundeigentümer sein Grundstück mit einer Häuserzeile bebaut. Um 1850 gab es zwischen diesen beiden Straßen bereits einen schmalen Weg von rund drei Metern Breite als Vorläufer der Malerstraße, damals war dieser Weg nur einseitig bebaut.
In den 1880er oder 1890er Jahren wurde der schmale Weg von 1850 zu einer zehn Meter breiten, gepflasterten Straße ausgebaut. Auch die gegenüberliegende Straßenseite wurde jetzt bebaut. Beide Straßenseiten erhielten jedoch, im Gegensatz zu fast allen anderen Bremer Altbauten jener Zeit, keine Vorgärten. Auch Straßenbäume wurden nicht angepflanzt. Bis zum Zweiten Weltkrieg blieb das Gesicht der Straße fast unverändert.
Im Bremer Adressbuch von 1884, das erstmals auch Hastedt enthielt, ist die Malerstraße mit den Hausnummern 22 bis 35 und 42 bis 71 aufgeführt. Die Lücken wurden bereits damals für eine Verlängerung freigehalten. In mehr als einem Drittel dieser Häuser wohnten Zigarrenmacher. Die Gaststätte „Die Herberge zur Heimat“, als Lokal der „Zünftigen“ bekannt, wurde erst später erbaut. Das Lokal „Zur Wehrbrücke“, Ecke Alter Postweg, wurde etwa zeitgleich mit dem Weserwehr um 1911 eröffnet.
1903 wurde die Malerstraße in Richtung Süden ein kurzes Stück bis zur Pfalzburger Straße verlängert, nach 1925 entstand eine weitere Verlängerung bis zum Hastedter Osterdeich, hier allerdings zunächst nur als Schlackenweg für Fußgänger, Radfahrer und Handwagen. Über diese war die damals so genannte „Wehrbrücke“ am Weserwehr erreichbar, ab 1939 auch die damals neue Endstelle der Straßenbahn. Da genau zwischen Malerstraße und Wehrbrücke damals noch der Schellenhof stand, wurde der Weg in leichtem Bogen etwas weiter westlich angelegt. 
Bereits in der Zeit des Nationalsozialismus wurde im Rahmen der Autobahnplanung festgelegt, dass die Häuser an der Westseite der Malerstraße und der Südseite der Pfalzburger Straße nicht neu- oder ausgebaut werden dürfen, da die beiden Straßen verbreitert werden sollten. Zunächst kam aber der Zweite Weltkrieg. Wegen der Rüstungsbetriebe, deren Seitenflächen direkt an die südliche Malerstraße grenzten, wurde dieser Teil von Hastedt besonders häufig bombardiert, viele Häuser wurden zerbombt. Nach dem Zweiten Weltkrieg wurde in der Malerstraße nur die östliche Seite wieder aufgebaut.
Bereits seit etwa 1913 befand sich in der Drakenburger Straße die Großwäscherei Hayungs in einem großen Gebäudekomplex mit Glasdächern. Die Malerstraße führte später mit ihrem verlängerten Teil an deren Hinterseite entlang. Am 12. Oktober 1944 wurde bei einem Großangriff die Wäscherei zerstört und nie wieder aufgebaut. Dabei kamen in einem behelfsmäßigen Erdbunker 22 dort zwangsweise beschäftigte Polinnen ums Leben. Ihre sterblichen Überreste wurden nie geborgen. Nach 1945 wurde die Malerstraße auch in diesem Bereich zu einer Straße. 1959 wurde auf dem ehemaligen Wäschereigelände die Auferstehungskirche Hastedt zwischen der Drakenburger- und Malerstraße erbaut, die auch einen Eingang von der Malerstraße aus besitzt. Bereits in der Bauphase wurde die künftige Breite der Straße von 36 Metern mit eingeplant. Wegen des zukünftigen Verkehrslärms erhielt die Kirche keine Fenster nach Osten, dafür undurchsichtige Lichtwände aus Glas und ein gläsernes Dach.
Seit den 1960er Jahren führt der damals neu erbaute Autobahnzubringer Hemelingen den Verkehr von der Autobahn A 1 durch die von einer kleinen Wohnstraße zum Autobahnzubringer ausgebaute Pfalzburger Straße genau bis zur Malerstraße und endet dort. Zunächst wurde nur die südliche Malerstraße zum Osterdeich ausgebaut. In Richtung Norden erfolgte der vierspurige Ausbau erst Ende 1969, und auch dann nur zunächst nur bis zum Alten Postweg.
Im alten Teil der Malerstraße stand danach immer noch ein altes Gaststättengebäude dem Ausbau entgegen, diese war noch Einbahnstraße in Richtung Süden, in Richtung Norden zwängte sich der Verkehr durch eine noch schmalere Einbahnstraße, nämlich den damals ständig zugestauten Weserdamm. Schließlich wurde beschlossen, die Kreuzung Malerstraße / Hastedter Heerstraße sehr weiträumig auszubauen, so dass zusätzlich zur Verbreiterung der Straße auch Platz für mehrere Geschäftsbauten entstand. Dafür mussten weitere erhalten gebliebene Altbauten im Kreuzungsbereich abgerissen werden, wie z. B. das zweistöckige Eckhaus Hastedter Heerstraße 261 Ecke Malerstraße mit dem Familienbetrieb der Bäckerei Woltjes, der im April 1975 bekanntgab: „Durch stadtplanerische Maßnahmen sind wir leider gezwungen, unsere seit 93 Jahren hier betriebene Bäckerei aufzugeben. “ Frühestens 1975 wurde die Malerstraße vollständig ausgebaut und an die Stresemannstraße angebunden.

### Schellenhof
Der heutigen Bereich des Hastedter Osterdeichs zwischen Malerstraße und Föhrenstraße wurde früher oft überflutet. Es gab große Sanddünen, die die Hastedter Felder ständig mit Sand bewehten. Deshalb schloss die Hastedter Bauernschaft, der das Sandfeld gehörte, 1790 einen Vertrag mit der hannoverschen Regierung. Diese bekam 100 Morgen Sandfläche mit der Auflage, diese zu kultivieren. Der Bremer Notar Dr. Arnold Iken wurde Pächter und errichterte 1792 ein großes Hofgebäude. Der Boden wurde gedüngt, so dass Gartengemüse und Erdbeereb wuchsen. Außerdem wurden Föhren gepflanzt, daran erinnert heute noch der Straßenname „Föhrensstraße“.
1803 wurde auch eine Papierfabrik gebaut, die circa zehn Arbeiter beschäftigte und als erster Industriebetrieb in Hastedt angesehen werden kann. Nach mehreren Besitzerwechseln übernahm 1862 der Bremer Papierhändler Heinrich Carl Schelle das gesamte Gut, dass daraufhin „Schellerngut“ genannt wurde. Das Hofgebäude wurde zum „Schellernhof“. Seit dem Bau des Osterdeiches 1893 ist das Grundstück vor Hochwasser geschützt. Es ist im Plan von 1898 noch als ausgedehnte Ortslage verzeichnet.
Nach dem Bau des Elektrizitätswerkes 1907 und des Weserwehres 1911 wurde seine landwirtschadtliche Fläche zum Industriegebiet. Die Hofgebäude blieben zunächst stehen und wurde 1919 von den Hansa-Lloyd-Werken übernommen. „Schellenhof“ wurde zum amtlichen Namen einer Straße, die 1925 noch drei Häuser hatte und die nördliche Malerstraße mit dem Weserwehr verband., letztmalig im Adressbuch erwähnt 1942.
1939 wurde der Schellenhof abgerissen. Auf dem Grundstück wurde ein Industriebau zur Erweiterung der Goliathwerke errichtet, 1940 erweitert durch eine Presswerkhalle zur Malerstraße hin. Die Bauten wurden im Zweiten Weltkrieg zerstört, danach wieder aufgebaut und 1998 abgerisse. Danach wurde auf dem Gelände das Einkaufszentrum „Hansa Carré“ errichtet.

## Verkehr
Die Straßenbahn Bremen tangiert das nördliche Ende der Malerstraße seit etwa 1900, heute fahren hier die Linien 2 und 10 (Gröpelingen – Sebaldsbrück) mit der Haltestelle „Malerstraße“. Die Linie 3 (Gröpelingen – Weserwehr) hat an der Malerstraße Ecke Fleetrade ihren End- und Wendepunkt mit der Haltestelle „Weserwehr“. Seit 1976 enden hier auch Buslinien des Bremer Nahverkehrs, heute die Linien 40 und 41 (Bf Mahndorf ↔ Weserwehr) sowie 42 (Gewerbepark Hansalinie ↔ Weserwehr).
Aktuell bestehen Planungen zum Bau einer Straßenbahnstrecke durch die Malerstraße, Voraussetzung dafür wäre jedoch eine Verlegung der in diesem Bereich verbauten Fernwärmerohre.

## Gebäude und Anlagen
An der Straße stehen überwiegend zwei- und dreigeschossige Häuser. Viele Häuser sind nach 1950 entstanden.
Erwähnenswerte Gebäude und Anlagen
Westseite
- Nr. 36 und 37: Zwei 3-gesch. verputzte Wohnhäuser von um 1990
- Wendeplatz der Bremer Straßenbahn, seit 1939, umgebaut zur Umsteigeendstelle Straßenbahn / Bus 1976
- Nr. 28/30: Denkmalgeschützte evangelische Auferstehungskirche Hastedt von 1959 an der Drakenburger Straße 42 nach Plänen von Carsten Schröck
- Ecke Alter Postweg 46: 3-gesch. verputztes Wohnhaus der 1980er Jahre
- 3-gesch. verputzte historisierende Schule am Alten Postweg 302, 1803 entstanden mit einer Dependance der Schule Auf der Hohwisch, Gebäude von 1860 mit mehreren Erweiterungen, heute eine Grundschule
  - Kinderhaus Malerstraße auf dem Schulgelände

Ostseite
- Ecke Pfalzburger Straße 41 und Hasteder Osterdeich: 1-gesch. Einkaufszentrum Hansa-Carré Bremen mit über 30 Geschäften
- Ecke Alter Postweg: 4-gesch. verputztes Hotelgebäude aus den späten 1970er oder frühen 1980er Jahren, auf dem Grundstück der früheren Gaststätte Zur Wehrbrücke, die, ursprünglich ebenfalls viergeschossig, nach dem Zweiten Weltkrieg nur als Flachbau wieder aufgebaut worden war.
- Hastedter Heerstraße 285/Ecke Malerstraße: 7-gesch. Büro- und Geschäftshaus aus den 1970er Jahren und
  - davor auf der Verkehrsinsel; 2-gesch. Geschäftshaus mit Filiale der Sparkasse Bremen